# Mighty Jets
El Mighty Jets FC es un equipo de fútbol de Nigeria que juega en la Liga Nacional de Nigeria, la segunda liga de fútbol más importante del país.

## Historia
Fue fundado en el año 1970 en la ciudad de Jos y es uno de los únicos 6 equipos activos en el país que pertenecen a una corporación, o sea, que no son propiedad de una ciudad.
Este equipo ganó la primera edición de la Liga Premier de Nigeria en la historia del país (y la única que han ganado) en 1972, jugaron en la máxima categoría hasta 1985, bajaron a tercera división hasta 1997 que fueron promovidos a la Liga Nacional de Nigeria, regresaron a la Liga Premier en el año 2004, pero en esa temporada descendieron.

## Palmarés
- Liga Premier de Nigeria: 1

1972
- Liga Nacional de Nigeria: 1

2003

## Participación en competiciones de la CAF
| Temporada | Torneo                            | Ronda | Club             | Casa  | Visita | Global  |
| --------- | --------------------------------- | ----- | ---------------- | ----- | ------ | ------- |
| 1973      | Copa Africana de Clubes Campeones | 1     | AS Jeanne d'Arc  | 2-1   | 0-1    | 2-21    |
| 1973      | Copa Africana de Clubes Campeones | 2     | AS Vita Club     | w.o.2 | w.o.2  | w.o.2   |
| 1975      | Recopa Africana                   | 1     | Tonnerre Yaoundé | 2-2   | 0-0    | 2-2 (a) |

1- AS Jeanne d'Arc abandonó el torneo al finalizar al partido de vuelta.

2- Mighty Jets fue forzado a abandonar el torneo por no poder pagar el costo del viaje a Zaire del primer partido.

## Jugadores

### Jugadores destacados
| - Felix Orode - Sanni Adamu - Sam Pam - Aloysius Atuegbu - Sambo Choji - Sunday Charles Mankpam - Terry Envoh - Sam Garba Okoye - Ismaila Mabo - Yakubu Mabo - Tijani Salihu - Baba Otu Mohammed | - Kelechi Okoye - Olayiwola Olagbemiro - Abel Omoniyi Raymond - Pedro Ugbene - Bitrus Dimka - Edward Weng - Babajide Dina - Sule Kekere - Sanni Aguishi - Abdullahi Abebe - Ado Gwaska - Adamu Jeje | - Sani Jinaidu - Nicholas Atuegbu - Matthew Atuegbu - Gabriel Babalola - Andrew Atuegbu - Ndaliman Saba - Jack Lawandi - Tijani Yusuf |